# Макото Танака
Макото Танака (јап. 田中 誠; 8. август 1975) бивши је јапански фудбалер.

## Каријера
Током каријере је играо за Џубило Ивата и Ависпа Фукуока.

## Репрезентација
За репрезентацију Јапана дебитовао је 2004. године. За тај тим је одиграо 32 утакмице.

## Статистика
| Јапан  | Јапан   | Јапан  |
| Година | Наступи | Голови |
| ------ | ------- | ------ |
| 2004.  | 14      | 0      |
| 2005.  | 16      | 0      |
| 2006.  | 2       | 0      |
| Укупно | 32      | 0      |